# Monika Lewczuk
Monika Lewczuk (nacida el 10 de junio de 1988) es una cantautor y exmodelo polaca.

## Carrera

### Carrera temprana
Al comienzo de su carrera, trabajó como modelo. Participó en muchos concursos de belleza, como Miss Polski 2009, Miss Globe International 2009, y ganó Miss Supranacional 2011.

### 2014-presente
En 2014, participó en la quinta temporada de The Voice of Poland siendo miembro del Team Marek Piekarczyk . Ella cayó en las rondas de batalla. Poco después, firmó con Universal Music.
En julio de 2015, se lanzó su sencillo debut, "#Tam tam". La canción fue certificada como oro por la Sociedad Polaca de la Industria Fonográfica (ZPAV). Su segundo sencillo, "Zabiorę cię stąd", fue lanzado en la segunda mitad del mismo año y alcanzó el puesto número once en la lista polaca Airplay.
Su álbum debut de estudio #1 fue lanzado en junio de 2016 y fue certificado oro en Polonia por ZPAV. El cantante coescribió el álbum con artistas como Rafał Malicki y Sarsa. Al mismo tiempo, se lanzó el tercer sencillo del álbum, "Ty i Ja". El sencillo alcanzó el número tres en la lista Airplay polaca y recibió una certificación de triple platino de ZPAV. En el verano, el artista fue nominado a Mejor Debut en Radio en los Eska Music Awards. En la segunda mitad del 2016, colaboró con el cantante español Álvaro Soler, grabando una canción " Libre ", que encabezó la lista de éxitos en Polonia.

## Discografía

### Álbumes de estudio
| Título | Detalles del álbum                                                                                      | Certificaciones |
| ------ | --- | --------------- |
| #1     | - Lanzamiento: 17 de junio de 2016 - Disquera: Universal Music Polonia - Formatos: CD, descarga digital | - ZPAV : Oro    |

### EP
| Título   | Detalles del EP                                                                                          |
| -------- | --- |
| #Być tam | - Lanzamiento: 11 de septiembre de 2015 - Disquera: Universal Music Polonia - Formatos: Descarga digital |

### Singles

#### Como artista principal
| Título                                                                       | Año  | Posiciones pico en el gráfico | Certificaciones     | Álbum |
| Título                                                                       | Año  | POL                           | Certificaciones     | Álbum |
| ---------------------------------------------------------------------------- | ---- | ----------------------------- | ------------------- | ----- |
| "#TAM Tam"                                                                   | 2015 | 33                            | - ZPAV : Oro        | #1    |
| "Zabiorę cię stąd"                                                           | 2015 | 11                            |                     | #1    |
| "Ty y Ja"                                                                    | 2016 | 3                             | - ZPAV: 3 × Platino | #1    |
| "Biegne" (featuring Antek Smykiewicz)                                        | 2017 | 24                            |                     | #1    |
| "Namieszałeś"                                                                | 2017 | —                             |                     |       |
| "Brak chu"                                                                   | 2018 | —                             |                     |       |
| "Z toba lub bez ciebie"                                                      | 2019 | —                             |                     |       |
| "Na pół"                                                                     | 2020 | —                             |                     |       |
| "Amar en tu cerebro"                                                         | 2020 | —                             |                     |       |
| "Pierwszy raz"                                                               | 2021 | —                             |                     |       |
| "-" denota una grabación que no se registró o no se lanzó en ese territorio. |      |                               |                     |       |

#### Como artista destacado
| Título                                                                        | Año  | Posiciones pico en el gráfico | Álbum                              |
| Título                                                                        | Año  | POL                           | Álbum                              |
| ----------------------------------------------------------------------------- | ---- | ----------------------------- | ---------------------------------- |
| "Spokoj" (2sty featuring Monika Lewczuk)                                      | 2014 | —                             | Stej Flaj                          |
| "Salvaje" (FIVER featuring Monika Lewczuk)                                    | 2015 | —                             | Sencillo que no pertenece al álbum |
| " Libre " (Álvaro Soler featuring Monika Lewczuk)                             | 2016 | 1                             | #1                                 |
| "-" de nota una grabación que no se registró o no se lanzó en ese territorio. |      |                               |                                    |

## Premios y nominaciones
| Año  | Otorgar                              | Nominación              | Trabajar  | Resultado |
| ---- | ------------------------------------ | ----------------------- | --------- | --------- |
| 2016 | Premios Eska de la Música            | Mejor debut en la radio | Sí misma  | Nominada  |
| 2017 | Premios Eska de la Música            | Mejor Artista Femenina  | Sí misma  | Nominada  |
| 2017 | Premios Eska de la Música            | Mejor éxito             | "Ty I Ja" | Nominada  |
| 2017 | Premios MTV Europa de la Música 2017 | Mejor acto polaco       | Sí misma  | Nominada  |